# ساكن أهل محثيث
أهل محثيث هم سكان قرية محثيث، الواقعة في محافظة أبين في جنوب غرب اليمن.

## روابط خارجية
- مدن وقرى محافظة أبين

1. ↑  GeoNames (بالإنجليزية), 2005, QID:Q830106